# Liochthonius tuxeni
Liochthonius tuxeni är en kvalsterart som först beskrevs av Forsslund 1957.  Liochthonius tuxeni ingår i släktet Liochthonius och familjen Brachychthoniidae. Inga underarter finns listade i Catalogue of Life.